# Zyta Jarka
Zyta Jarka (ur. 21 lipca 1962 w Więcborku) – polska wioślarka, olimpijka z Seulu 1988.
W trakcie kariery sportowej w latach 1977-1989 reprezentowała klub AZS-AWF Warszawa.
Wielokrotna (17) mistrzyni Polski w dwójce bez sternika, czwórce ze sternikiem, dwójce podwójnej, czwórce podwójnej ze sternikiem.
Wicemistrzyni świata juniorów z roku 1980 w dwójce bez sternika (partnerką była: Ewa Obłuda)
Uczestniczka mistrzostw świata w:
- Monachium (1981) w czwórce podwójnej (partnerkami były: Mariola Abrahamczyk, Aleksandra Kaczyńska, Maria Kobylińska, Maria Dzieża (sterniczka)). Polska osada zajęła 7. miejsce,
- Diusburgu (1983) w czwórce ze sternikiem (partnerkami były: Katarzyna Janc, Elwira Lorenz, Ewa Obłuda, Katarzyna Żmuda (sterniczka)). Polska osada zajęła 7. miejsce,
- Hazewinkel (1985) w czwórce ze sternikiem (partnerkami były: Katarzyna Janc, Elwira Lorenz, Elżbieta Jankowska, Katarzyna Żmuda (sterniczka)). Polska osada zajęła 5. miejsce,
- Nottingham (1986) w dwójce bez sternika (partnerką była: Elwira Lorenz). Polska osada zajęła 8. miejsce,
- Kopenhadze (1987) w dwójce bez sternika (partnerką była: Elwira Lorenz). Polska osada zajęła 10. miejsce.

Na igrzyskach w Seulu wystartowała w czwórce ze sternikiem (partnerkami były: Elżbieta Jankowska, Elwira Lorenz, Czesława Szczepińska, Grażyna Błąd-Kotwica (sterniczka)). Polska osada zajęła 8. miejsce.